# Guy Carleton

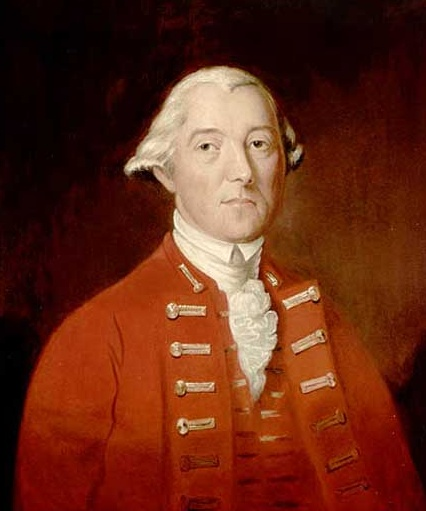
Guy Carleton, eerste Baron Dorchester.

Guy Carleton, (Strabane, County Tyrone, Ierland, 3 september 1724 – Stubbings, Maidenhead, Berkshire, 10 november 1808), die tussen 1776 en 1786 bekendstond als Sir Guy Carleton, was een Iers-Britse militair en bestuurder. Hij diende tweemaal als gouverneur van de provincie Quebec. Eerst van 1768 tot 1778, toen hij ook gouverneur-generaal van heel Brits Noord-Amerika was, en later van 1785 tot 1795.
Hij voerde het bevel over de Britse troepen in de Amerikaanse Onafhankelijkheidsoorlog. Aanvankelijk leidde hij de verdediging van Quebec tijdens de aanval van de Amerikanen op Canada, en het tegenoffensief in 1776 dat de opstandelingen weer verdreef. In 1782 en 1783 was hij de opperbevelhebber van alle Britse strijdkrachten in Noord-Amerika.
Op 21 augustus 1786 ontving hij de titel Baron Dorchester, die speciaal voor hem gecreëerd was. Volgens Engels gebruik werd hij daarna in officiële stukken als "Dorchester" aangeduid.